# Perano
Perano è un comune italiano di 1 457 abitanti della provincia di Chieti in Abruzzo.

## Geografia fisica
Perano sorge su un'ondulazione collinosa alla destra del fiume Sangro. Il suo territorio si estende per 6,28 km² su un'area intensamente coltivata.
Ha una superficie di 6,2 chilometri quadrati per una densità abitativa di 267,10 abitanti per chilometro quadrato.
Fa parte della provincia di Chieti e dista 65 km dal capoluogo.
Il territorio del comune risulta compreso tra i 88 e i 351 metri sul livello del mare.
L'escursione altimetrica complessiva risulta essere pari a 263 metri.

## Storia
Le prime notizie storicamente certe risalgono al IX secolo quando Perano entrò a far parte dei possedimenti dell'abbazia di San Clemente a Casauria. Per la prima volta è citata nel Chronicon Casauriense nell'873. Successivamente passò in feudo del monastero di San Giovanni in Venere. Il borgo rimase per lungo tempo sotto la giurisdizione di varie abbazie come quella di Santa Maria di Tremiti nell'XI secolo o quella di San Giovanni in Venere nel XII secolo. Nel Medioevo risultava come piccolo villaggio fortificato, dotato di una torre di avvistamento in località Torretta. Non possedeva la chiesa nella piazza, ma più a valle in località San Tommaso, dedicata all'apostolo. Con il terremoto del 1456 il paese si spopolò, e veniva menzionato nei documenti degli abati commendatari di San Giovanni in Venere come "villa diruta". Nel 1585 Perano e i feudi vicini furono della congregazione di Filippo Neri di Roma, che acquisì il patrimonio di San Giovanni in Venere. I Padri Oratoriani dettero nuova linfa vitale al paese, costruendo un palazzo di controllo con un forno e la sede tributaria, chiamato "Casone", attuale sede del municipio. Affidarono la cura delle anime al Vescovo di Chieti Mons. De Palma, che nel 1749 fece ricostruire la nuova chiesa parrocchiale in piazza, che era dedicata alla Madonna e San Filippo Neri. Nel XVIII secolo tornò nei possedimenti del Regio Demanio. Verso la fine del '700 la famiglia Pugliese acquisì diversi feudi nella piana del Sangro, si arricchì, facendo costruire il vasto palazzo Pugliese, passato poi alla famiglia Pellicciotta.
Nell'800 Perano vide lo svilupparsi di una colonia religiosa protestante, che costruì una chiesa, oggi sconsacrata, e che successivamente si trasferì nella vicina Palombaro, dove realizzò un'altra Chiesa protestante, in disaccordo con la parrocchia. Nell'800 l'economia si caratterizzava sull'artigianato e sulla realizzazione di "pinciare" presso l'omonimo rione. Nel secondo dopoguerra il paese vide una forte emigrazione, negli anni '60 col risanamento urbano, fu creata la Piazza Monumento con il belvedere.

### Toponimo
L'origine del nome "Perano" è tutt'oggi dibattuta. Secondo Alessio Pellegrini e altri si rifanno ad un ipotetico "Perius", proprietario del tenimento e a una terminazione aggettivale "-ano". Secondo il Pellecciotta il nome Perano è una voce composta dal suffisso "perì" che in greco significa "oltre", "al di là di" ed un suffisso "-ano", residuo del termine latino amnis (fiume), perciò "oltre il fiume".
La tradizione popolare, ma senza alcun fondamento storico e letterario, fa derivare il nome dalle pere, i cui alberi avrebbero coperto l'intera collina del paese.

### Emblemi
STEMMA: "di azzurro, ai cinque colli all’italiana d’oro, uniti in fascia, i colli primo e quinto con i fianchi coincidenti con i lembi dello scudo, fondati sulla campagna verde, il colle centrale cimato dal pero di verde, fruttato di sette d’oro, fustato al naturale, nodrito sul detto colle, esso pero accompagnato dalla stella di otto raggi d’oro e dalla croce patente con le estremità ritondate, dello stesso, stella e croce poste a destra e a sinistra del tronco del pero. Ornamenti esteriori da Comune."
GONFALONE: "drappo di verde riccamente ornato di ricami d’argento e caricato dallo stemma sopra descritto con la iscrizione centrata in argento, recante la denominazione del Comune. Le parti di metallo ed i cordoni saranno argentati. L’asta verticale sarà ricoperta di velluto verde, con bullette argentate poste a spirale. Nella freccia sarà rappresentato lo stemma del Comune e sul gambo inciso il nome. Cravatta con nastri tricolorati dai colori nazionali frangiati di argento."
Emblemi concessi dal Presidente della Repubblica Oscar Luigi Scalfaro, Roma 8 Gennaio 1999.

## Monumenti e luoghi d'interesse

### Chiesa parrocchiale di san Tommaso Apostolo
Dati certi mancano sulla sua costruzione, ma un'iscrizione su una trave della copertura attesta che la chiesa è stata già terminata nella seconda metà del Settecento Tuttavia alcuni pensano che fu eretta il 5 luglio 1740 dall'arcivescovo di Chieti Michele De Palma e il suo primo parroco fu don Pietro Mascio di Rocca San Giovanni sulla costruzione non vi sono dati certi, ma un'iscrizione su una trave attesta che la chiesa era già stata terminata nella seconda metà del Settecento. I padri Filippini che avevano avuto la giurisdizione spirituale fino al 1624, mantennero il diritto di presentare all'Arcivescovo un loro candidato per la guida della parrocchia. L'edificio di culto era costituito da una piccola chiesa dedicata all'apostolo Tommaso, costruita nel 1730, come testimonia l'iscrizione posta un tempo sulla facciata del tempio. Nella metà dell'800 essa fu ampliata, come si evince dalla visita pastorale effettuata in quegli anni, e assunse quello che sostanzialmente è l'aspetto attuale. Nello stesso periodo essa fu abbellita dalle opere dello scultore locale Gioacchino Pellicciotta. Tra queste vi sono l'altare in marmo scolpito e le statue lignee di san Martino vescovo e di san Giuseppe. La facciata del lato del campanile è del XIX secolo. La facciata è decorata con delle volute ed intonacata. La facciata è separata in due parti da una cornice marcapiano. Per accedere al portale bisogna salire per una rampa di scale. Sopra il portale vi è una bifora con architrave.
Il campanile è a quattro piani. L'interno è a croce latina. La volta a botte è a cassettoni. Sulla calotta sferica che è all'incrocio delle due navate vi sono degli affreschi di quattro evangelisti. La chiesa, a navata unica, presenta una volta a botte, cassettonata e all'incrocio dei bracci si erge la cupola. Nei pennacchi sono raffigurati gli evangelisti, coi rispettivi simboli. Nel presbiterio l'altare pre-conciliare è una vera e propria opera d'arte. Il paliotto presenta un festone con elementi vegetali e animali, simboli rispettivamente dell'abbondanza della grazia divina e del peccato che la insidia.
Il tabernacolo riproduce un tempio classico con due colonne corinzie. Sulla porta vi è raffigurato lo Spirito Santo circondato da angeli. Lungo il cornicione corre un ciclo di metope, rappresentante angeli in ginocchio che sorreggono festoni. Lateralmente presenta due bassorilievi inseriti in nicchie raffiguranti san Pietro con le chiavi in una mano e Mosè con le tavole della legge. Nelle lesene sono raffigurate due teste di angeli e altri elementi floreali. La pala dell'altare, dipinta nel 1945, raffigura "l'incredulità di san Tommaso". Del 1949 sono le tele di santa Lucia e di san Sebastiano, poste ai lati della pala. Lungo le pareti laterali del presbiterio vi sono due tele, dipinte una nel 1998 e l'altra nel 2000 dal pittore Giuseppe Bernini di Pisa, rappresentanti l'estasi di san Filippo e il suo patrocinio su Perano.
L'altare odierno in marmo è racchiuso da un paliotto in legno, opera del 2007 di Gastone Costantini di Castelfrentano. Nella parte anteriore sono raffigurati la croce con i simboli eucaristici del pellicano e dell'araba fenice. Ai lati due episodi dell'Antico Testamento, figure dell'eucaristia, ossia il sacrificio di Isacco e Mosè che innalza il serpente di bronzo nel deserto. Sul retro l'agnello immolato, ritto sull'altare su cui si trova un calice che raccoglie il suo sangue. Ai lati i simboli della passione. Nell'aula ci sono gli altari di san Nicola di Bari, san Rocco, e dell'Immacolata. La statua del patrono san Filippo è custodita all'ingresso della chiesa, dove un tempo si trovava il fonte battesimale. Vi è poi una cappella con l'altare che custodisce le immagini del Cristo morto e dell'Addolorata. In essa, inoltre, si aprono due nicchie con le immagini di sant'Emidio, vescovo e martire e san Giuseppe.

### Chiesa di San Giuseppe Artigiano
Costruita nel 1959 per volontà del parroco don Vito del Curto, è stata restaurata internamente nel 2007; l'esterno è in pietra a blocchi irregolare senza il concio, mattoni e con un portico esterno in cemento armato dall'aspetto romanicheggiante ad archi a tutto sesto, tetto a capanna a falde; piccolo campanile laterale a vela, l'interno retrangolare presenta un'aula unica e nicchie con le statue di san Giuseppe e della Madonna Ausiliatrice. Nel presbiterio compare un rosone in vetro lavorato con l'immagine della colomba dello Spirito Santo.

### Chiesa di Sant'Antonio di Padova
Costruita nel 1852, un tempo presentava il pavimento ribassato rispetto al piano stradale ed è costruita in pietra semplice. Fu la cappella del primo cimitero, edificato dopo l'editto di Saint Cloud di Napoleone. Fu ampliata nel 1970 dal parroco don Vito Del Curto, sfruttando le mura perimetrali del vecchio cimitero. Conserva le immagini di sant'Antonio di Padova e dell'Immacolata Concezione.

### Chiesa evangelica
La presenza di comunità protestanti iniziò sul finire dell'Ottocento, favorita da coloro che, emigrati, erano poi tornati nei loro paesi d'origine, diffondendo la loro nuova fede. Tra le prime comunità ci fu quella di Perano, fondata dai Metodisti Episcopali nel 1899, che rimase fino alla metà degli anni cinquanta del secolo scorso. La chiesa fu costruita nella prima metà del XX secolo. Oggi appartenente a privati.

### Architettura civile
Palazzo comunale
Non si hanno documenti certi che parlano della sua costruzione, tuttavia alcuni documenti narrano l'esistenza di questo palazzo a partire dai primi anni del Settecento. originariamente veniva chiamato "casale" o "casone" in seguito venne definito palazzo. Fonti non del tutto certe lo vogliono edificato per porre un rifugio alle persone di Perano colpite dalla malaria. Due stanze erano adibite ad abitazione dei Padri Filippini provenienti dalla vicina Abbazia di San Giovanni in Venere quando essi dovevano fare una visita al paese per riscuotere le tasse. Poi passò per varie mani e negli anni settanta fu acquistato dal comune per farne la sede del comune. Anticamente al piano superiore si accedeva al piano superiore tramite due scalinate esterne ora distrutte. Il perimetro del palazzo è rettangolare. Il portale ha un rilievo in bugnato. Due finestre ai suoi lati sono a sesto ribassato. Al secondo piano vi è un loggiato a sei arcate a sesto poco ribassato suddivise da paraste. Il portale, il loggiato, le paraste, le piattabande e le cornici sono realizzate in laterizio.

## Società

### Evoluzione demografica
Abitanti censiti

Il comune di Perano ha fatto registrare nel censimento del 1991 una popolazione pari a 1.679 abitanti. Nel censimento del 2001 ha fatto registrare una popolazione pari a 1.656 abitanti, mostrando quindi nel decennio 1991 - 2001 una variazione percentuale di abitanti pari al -1,37%.
Gli abitanti sono distribuiti in 626 nuclei familiari con una media per nucleo familiare di 2,65 componenti.

## Cultura

### Eventi
- 19 marzo: festa di san Giuseppe.
- 30 aprile e 1º maggio: festa della Madonna Ausiliatrice e di san Giuseppe artigiano in contrada Impicciaturo.
- 26 e 27 maggio: festa del patrono san Filippo Neri e di san Nicola di Bari. La mattina del 26, nella festa del Patrono, le contrade rinnovano l'annuale offerta di donativi al Santo con le "conocchie", carri addobbati a festa recanti pane, dolci e prodotti tipici.
- Corpus Domini: Infiorata per la processione del Santissimo Sacramento.
- 13 giugno: festa di sant'Antonio di Padova.
- Ultima domenica di settembre e sabato precedente: festa della Madonna Addolorata e di San Rocco.
- 30, 31 ottobre e 1º novembre: Borgo di vino, una festa che celebra le tradizioni enogastronomiche del territorio peranese (ed abruzzese in generale).

Nel 1995 è stata costituita l'associazione culturale "Presenza" che ha realizzato numerosi ed importanti eventi culturali tra cui la fondazione della biblioteca sociale "Raffaele Pellicciotta" e l'istituzione del premio letterario nazionale dedicato sempre al medico umanista prof. Raffaele Pellicciotta. Biblioteca e premio sono stati nel corso degli anni passati alla municipalità.
Il 3 agosto 2024 il Consiglio Comunale di Perano ha conferito la cittadinanza onoraria al prof. Francesco Sabatini.

## Amministrazione

### Gemellaggi
Jaunpils

 Kungälv

 Giuggianello